# 한국 아방가르드 협회
한국 아방가르드 협회(韓國 AVANT-GARDE 協會)는 1969년 9월에 창립된 대한민국의 미술 단체이다.
‘전위예술에의 강한 의식을 전제로 비전 빈곤의 한국 화단에 새로운 조형 질서를 모색, 창조하여 한국 미술문화 발전에 기여한다’는 선언을 앞세우고 등장한 전위미술의 모임이다. 30대의 화가, 조각가, 미술평론가 등이 주축이 되어 결속된 이 모임은 그들의 조형이념을 뒷받침하기 위한 이론지(理論誌)를 발간하였다. 1970년 AG 전(제1회전)은 '확장과 환원의 역학'이란 주제를 내걸었고, 특히 1971년의 제2회전은 '현실의 실현'이라는 주제로서 경복궁 미술관의 전관(全館)을 통틀어 타블로, 입체물, 구조물, 자연물을 망라하는 대규모 발표전을 열었다. 또한 라는 책을 통해 착실하게 전위미학의 논리적인 구심점을 모색하였다.